# Чепмен, Эмметт
Эмметт Чепмен (англ. Emmett Chapman; 28 сентября 1936 — 1 ноября 2021) — американский джазовый музыкант, известный как изобретатель стика Чепмена.

## Биография
Как гитарист Чепмен начал записываться с конца 1960-х годов. Он играл с различными популярными артистами, в том числе джазовым гитаристом Барни Кесселлом и популярным певцом и композитором Тимом Бакли. В музыке Чепмена этого периода заметно влияние творчества Джона Колтрейна.
Постепенно стиль Чепмена эволюционировал. Музыкант экспериментировал с конструкцией гитары, пытаясь добиться возможностей звучания, сравнимых с клавишными инструментами, в частности, путём добавления новых струн, но в конце концов его интерес привлек малоизвестный в то время стиль исполнения, известный как тэппинг. Придя к выводу о том, что классический гитарный дизайн мало подходит для этого стиля, Чэпмен создал новый инструмент, стик Чепмена, представляющий собой длинный и широкий гитарный гриф с 8, 10 или 12 струнами. Первый стик он создал для себя в начале 70-х годов. Чэпмен получил впоследствии 14 патентов на различные виды стика. В 1970-х Чепмен гастролировал с целью продвижения своей музыки и инструментов, которых за следующие 30 лет создал около пяти тысяч. К началу XXI века в мире были тысячи музыкантов, игравших на стике Чепмена; одним из самых известных мастеров нового инструмента является бас-гитарист Тони Левин из группы King Crimson.
В 1985 году Чепмен выпустил сольный альбом под названием Parallel Galaxy. По словам Чепмена, его музыкальный стиль — результат влияния джазового гитариста Джона Маклафлина. Один из треков в альбоме, Back Yard, был использован в кинофильме «Дюна». Окрашенный в золотой цвет стик Чепмена с приклеенной к его нижней части тыквой был использован в качестве балисета, девятиструнного музыкального инструмента, описанного в одноименном романе.
В 1987 году Чепмен выпустил методическое видео под названием «Hands Across The Board».
Умер 1 ноября 2021 года.